# جونغجونغ ملك جوسون
- الملك جيونغجونغ ملك مملكة جوسون (1357-1419) اسمه عند الولادة يي بانغ جوا والذي غير إلى يي جيونغ.
- الملك الثاني لمملكة جوسون من 1398 إلى 1400.
- الابن الثاني للملك والمؤسس الملك تايجو , وحفيد يي جاتشن .
- ولد في 1357 باسم (يي بانغ جوا) , كان حكيماً , كريماً , شجاعاً , وضابطاً عسكرياً مقتدراً .
- خلال الأيام الأخيرة لمملكة كوريو، انضم لوالده وقاتل معه في جبهات القتال، وعندما أصبح والده ملكاً في عام 1392 أصبح أميراً.
- كان للملك تايجو زوجتين، الأولى أنجبت له ستة من أبنائه بما فيهم (يي بانغ جوا) وتوفيت قبل أن يتوج يي سيونغ-جاي كملك.
- تزوج الملك تايجو من امرأة أخرى أنجبت له ابنين، وفضل الملك تايجو ابنه الأصغر والذي كان من زوجته الثانية.

## حياته كأمير ثم ولي للعهد
دعم رئيس الوزراء جيونغ دو-جيون الابن الأصغر للملك تايجو ليكون ولياً للعهد مما تسبب بخيبة أمل كبيرة من أبناء الملك الآخرين. وفي عام 1398 قاد يي بانغ وون انقلاباً إلى جانب العديد من الضباط العسكريين، وقتل أخويه يي بانغ بيون ويي بانغ سيوك، وقتل أيضاً رئيس الوزراء جيونغ دو-جيون والعديد من رجال فصيله.
حاول يي بانغ وون التظاهر بأنه لا يريد العرش، لذا فقد دفع أخاه (يي بانغ جوا) ليكون ولياً للعرش.
كان الملك تايجو مستاء للغاية وتنازل باشمئزاز عن العرش، وأصبح جيونغجونغ ملكاً في 1398.

## حياته كملك
- في عام 1398 , نُقِلَتْ العاصمة إلى كايسيونج , عاصمة مملكة كوريو القديمة.
- في عام 1400 حصل نزاع بين (يي بانغ وون) وأخاه الأكبر (يي بانغ جان) وتواجه الجيشان وهزم جيش (يي بانغ جان) , وَأُرْسِلَ (يي بانغ جان) إلى المنفى مع عائلته.
- تم إعدام الجنرال باك بو، والذي أقنع (يي بانغ جان) بالانقلاب.
- كان الملك جيونغجونغ يعلم أن الملك الفعلي للبلاد كان أخاه، فعينه ولياً للعهد وتنازل له عن العرش بعد عدة أيام.
- كان بارعاً ومسؤولاً حكيماً على الرغم اتسام فترة حكمه القصيرة بإراقة الدماء داخل العائلة المالكة.
- قام حظر جميع أنواع القوات الخاصة بناء على نصيحة من ولي العهد بانغ وون.
- مات في عام 1419 ودفن بالقرب من كايسيونج.

## أسرته
- والده: الملك تايجو.
- والدته: الملكة سينيوي.

الزوجات والأبناء:
- الملكة جيونغآن من عشيرة كيم جيونجو , بلا أبناء.
- الزوجة الملكية، النبيلة سيونغ من عشيرة جي تشيونجو:

1. يي هو-ساينغ، الأمير ديوكتشون (ولد في 1397 ومات في 1465).

2. يي مال-ساينغ، الأمير دوبيونغ.
- جي سوك-يوي:

1. يي وون-ساينغ، الأمير يويبيونغ (مات في عام 1461).

2. يي مو-ساينغ، الأمير سيونسيونغ.

3. يي هو-ساينغ، الأمير إمسيونغ.
4. الأميرة هاميانغ.
- كي سوك-يوي من عشيرة هاينغجو كي (ماتت في عام 1457):[3]

1. يي جان-ساينغ، الأمير سانبيونغ (مات في عام 1456).

2. يي يوي-ساينغ، الأمير جيومبيونغ (مات في عام 1435).

3. يي يانغ-ساينغ، الأمير جيونغسيوك.

4. يي سيون-ساينغ، الأمير موريم.

5. الأميرة سوك-شين.

6. الأميرة سانغ-وون.

7. الأميرة ديوكتشون.

8. الأميرة جوسيونغ.

9. الأميرة جيونسان.
- مون سوك-يوي:

1. يي جوا-ساينغ، الأمير جونغ-يوي (ولد في عام 1393 ومات في عام 1451).
- لي سوك-يوي:

1. يي جونغ-ساينغ، الأمير جينَّام (ولد في عام 1406 ومات في عام 1470).
- يون سوك-يوي:

1. يي ديوك-ساينغ، الأمير سودو.

2. يي نوك-ساينغ، الأمير إميون.

3. يي بوك-ساينغ، الأمير سيوكبو.

4. يي بو-ساينغ، الأمير جانغ تشيون.

5. الأميرة إنتشيون.

6. الأميرة هامان.
- السيدة جا-يوي من عشيرة يو:

1. يي بولنو.
- السيدة جيماي:

1. يي جي-وون.

## اسمه الكامل بعد الوفاة
- الملك جيونغجونغ جونغجيونغ إيويمون جانغمو أونين سانهيو عظيم كوريا.
- King Jeongjong Gongjeong Euimun Jangmu Onin Sunhyo the Great of Korea.
- 정종공정의문장무온인순효대왕.
- 定宗恭靖懿文莊武溫仁順孝大王.

## دراما ظهر فيها الملك جونغجونغ
- «دول مختلفة [الكورية]» (ك.ب.س, في عام 1983, الممثل:نام سونغشك).
- «ملك قصر تشدونغ [الكورية]» (إم.ب.س, في عام 1983, الممثل:إي يونغهو [الكورية]).
- «دموع التنين [الكورية]» (ك.ب.س, في عام 1996 ~ 1998, الممثل:تاي منيونغ [الكورية]).
- «سيجونغ الملك العظيم [الكورية]» (ك.ب.س, في عام 2008, الممثل:نو يونغك [الكورية]).
- «الرائي العظيم [الكورية]» (س.ب.س, في عام 2012, الممثل:أو هيجن).
- >> التانين الستة الطائرة | 육룡이 나르샤| س.ب.س | في عام 2016، الممثل:سو دونغوون ).